# Демократизация на технологиите
Демократизация на технологиите означава процес, при който се наблюдава все по-бързо проникване на технологиите в обществото и нарастващата им достъпност.
Новите технологии и подобреното потребителско изживяване са способствали за процеса, давайки възможност на хора извън технологичната индустрия да получат достъп до технологични продукти и услуги. Във все по-голям мащаб потребителите получават достъп и закупуват високотехнологични продукти, както и участват смислено в разработката на такива продукти. Индустриалната иновация и потребителското търсене се асоциират с все по-достъпни ценово и приветливи за потребителя продукти. Това е текущ процес, започнал с развитието на масовото производство и отбелязващ драматичен прогрес с дигитализацията на технологиите.
Журналистът и носител на награда Пулицър Томас Фридман твърди, че ерата на глобализацията се характеризира с демократизация на технологиите, демократизация на финансите и демократизация на информацията. Технологията е от критично значение за последните два процеса, способствайки бързата експанзия на достъпа до специализирано познание и инструменти, както и променяйки начина, по който хората разбират и изискват този достъп.

## История
Учени и наблюдатели на процесите в обществата често посочват създаването на печатната преса на Йоханес Гутенберг като едно от значимите изобретения, променило хода на историята. Значението на печатната преса се състои не само във влиянието ѝ за печатарската индустрия или изобретателите, но и за възможността информацията да достига до по-широка публика посредством масовото ѝ възпроизвеждане. Това е донесло широкото ѝ признание като демократизираща сила с обществено значение. Появата на печатната преса често се разглежда като исторически аналог на появата на Интернет.
След поставянето на началото на Интернет през 1969, употребата му остава ограничена до комуникация между учени от различни университетски центрове в САЩ, и до комуникация на правителствено ниво, въпреки че употребата на електронна поща и бюлетин борд системи става популярна между потребителите с достъп до Интернет. Едва през 1990-те обаче Интернет става популярно средство за комуникация. През 1993 година американското правителство отваря Интернет за търговска употреба и създаването на маркъп езика HTML задава основата за универсалната достъпност на Интернет.

## Значими иновации
Интернет е изиграл критична роля в модерния живот и е станал ключ към демократизацията на знанието. Интернет не само представлява вероятно най-голямата и критично важна иновация в досегашната тенденция, но е позволил на потребителите да натрупат знание и достъп и до други технологии. Потребителите могат да научат за новите разработки по-бързо и да си закупят по интернет високотехнологични продукти, които иначе целево се предлагат само на експерти. Социалните медии също са дали възможност на потребителите да дадат своя принос и критична обратна връзка по отношение технологичните разработки.
Моделът на софтуера с отворен код позволява на потребителите да участват директно в разработката на софтуер посредством споделяне на мнения. Оформена под действието на обратната връзка от потребителя, софтуерната разработка отговаря директно на потребителското търсене и може да се получи безплатно или на ниска цена. В съпоставимо на това течение, проектите за отворен хардуер като Arduino и littleBits са направили електрониката по-достъпна за потребители от всякакви различни области и възрасти. Разработката на 3D-принтери има потенциала още повече да демократизира производството.

## По-нататъшно разширяване и възникващи предизвикателства:
Продължаващата демократизация на технологиите продължава да прекроява различни аспекти на обществото, от културни норми до политически пейзажи. Тъй като технологиите стават все по-вкоренени в ежедневието, се появяват нови предизвикателства и възможности, които оказват влияние както върху индивидуалния опит, така и върху колективните обществени структури.
Технологично приобщаване и глобална достъпност:
Разширяването на усилията за демократизация сега се простира отвъд западните общества, като развиващите се нации изпитват скок в приемането на технологии. Дигиталното разделение постепенно се стеснява, тъй като увеличеният достъп до смартфони и достъпни интернет услуги улеснява свързаността в региони, които преди са били недостатъчно обслужвани. Този глобален обхват доведе до по-богат обмен на идеи и гледни точки, предизвиквайки господството на западното влияние при оформянето на технологичните разкази.
Нововъзникващи технологии и тяхното въздействие върху обществото:
Последните иновации като блокчейн, изкуствен интелект и Интернет на нещата са готови да революционизират допълнително пейзажа на демократизацията. Тези технологии притежават потенциала да овластят индивидите и общностите по безпрецедентни начини, насърчавайки децентрализирани системи и засилвайки личната свобода на действие. Въпреки това опасенията относно етичните последици, пристрастията в алгоритмите и потенциала за злоупотреба подчертават важността на отговорното развитие и обмислената интеграция.
Предизвикателства пред демокрацията и сигурността:
Тъй като технологията прониква в различни аспекти на обществото, въпросите, свързани с поверителността, сигурността на данните и цифровите права, излизат на преден план. Случаи на нарушения на данните, противоречия в наблюдението и манипулирането на онлайн платформи за политически цели подчертават деликатния баланс между технологичното овластяване и защитата на демократичните ценности.
Подчертаване на значението на цифровата грамотност:
При навигирането в развиващия се технологичен пейзаж насърчаването на дигиталната грамотност става първостепенно. Оборудването на хората с умения за критична оценка на информацията, разбиране на алгоритмични процеси и защита на тяхното онлайн присъствие е от решаващо значение за смисленото участие в демократизацията на технологиите.